# (612088) 1999 CM158
(612088) 1999 CM158 est un objet transneptunien du groupe des plutinos. 

## Caractéristiques
(612088) 1999 CM158 mesure environ 112 km de diamètre et serait binaire ayant un satellite estimé à 64 ou 53 km de diamètre.